# Nadir Sbaa
Nadir Sbaa (Namen, 22 april 1982) is een Belgische voetballer. Hij speelt als aanvaller. Sbaa speelde in zijn carrière al voor UR Namur, AFC Tubize, KSK Beveren, Germinal Beerschot, AFC Tubize en Oud-Heverlee Leuven. Hij verhuisde in de zomer van 2006 naar het Griekse Ethnikos Asteras, maar kon daar niet aarden en bedong een transfer naar de Belgische tweedeklasser Oud-Heverlee Leuven. Na terug voor UR Namur te hebben gespeeld, trok hij naar Olympic Charleroi. In het seizoen 2010/2011 zal hij uitkomen voor FC Luik. Een jaar later vertrok hij naar RFC Meux.

## Statistieken
| seizoen | club                | land        | competitie      | wed. | goals |
| ------- | ------------------- | ----------- | --------------- | ---- | ----- |
| 2001/02 | KSK Beveren         | België      | Eerste klasse   | 8    | 0     |
| 2004/05 | AFC Tubize          | België      | Tweede klasse   | ?    | ?     |
| 2005/06 | AFC Tubize          | België      | Tweede klasse   | 30   | 11    |
| 2006/07 | Ethnikos Asteras    | Griekenland | Football League | 0    | 0     |
| 2006/07 | Oud-Heverlee Leuven | België      | Tweede klasse   | 10   | 0     |
| 2007/08 | UR Namur            | België      | Tweede klasse   | 33   | 13    |
| 2008/09 | Olympic Charleroi   | België      | Tweede klasse   | 33   | 11    |
| Totaal  | Totaal              | Totaal      | Totaal          | 114  | 35    |